# 京極高甫
京極 高甫 （きょうごく たかすけ、寛文2年（1662年） - 享保14年5月28日（1729年6月24日））は、江戸時代中期の高家旗本。京極高国の三男。初名は高武、高茂、親信。通称は杢之助、大膳。官位は従五位下侍従・大膳大夫。

## 略歴
一時、落合姓を称した。寛文6年（1666年）5月7日、実父高国の改易により、池田光仲のもとに預けられた。延宝8年（1680年）9月2日、赦免された。その後、実兄京極高規の養子になった。元禄12年（1699年）12月28日、将軍徳川綱吉に御目見した。宝永2年（1705年）11月29日、高規の隠居により家督を相続した。同日、弟の京極高林（たかとき）に500石を分知した。宝永4年（1707年）12月15日、高家職に就任し、従五位下侍従・大膳大夫に叙任された。享保9年（1724年）12月9日、辞職した。
享保14年5月28日、死去、68歳。
正室はいないが、側室との間に京極高本、北条氏応（うじたか、玉縄北条家分家の旗本北条新新蔵家の北条氏庸へ養子入り。北条氏長の曽孫。）など3男がいた。